# اموراتس-ساکاس
اموراتس-ساکاس (به فرانسوی: Amorots-Succos) یک کمون در فرانسه است که در Canton of Saint-Palais واقع شده‌است.

## خصوصیات
اموراتس-ساکاس ۱۵٫۲۰ کیلومترمربع مساحت و ۲۲۸ نفر جمعیت دارد و ۱۰۴ متر بالاتر از سطح دریا واقع شده‌است.

## نگارخانه

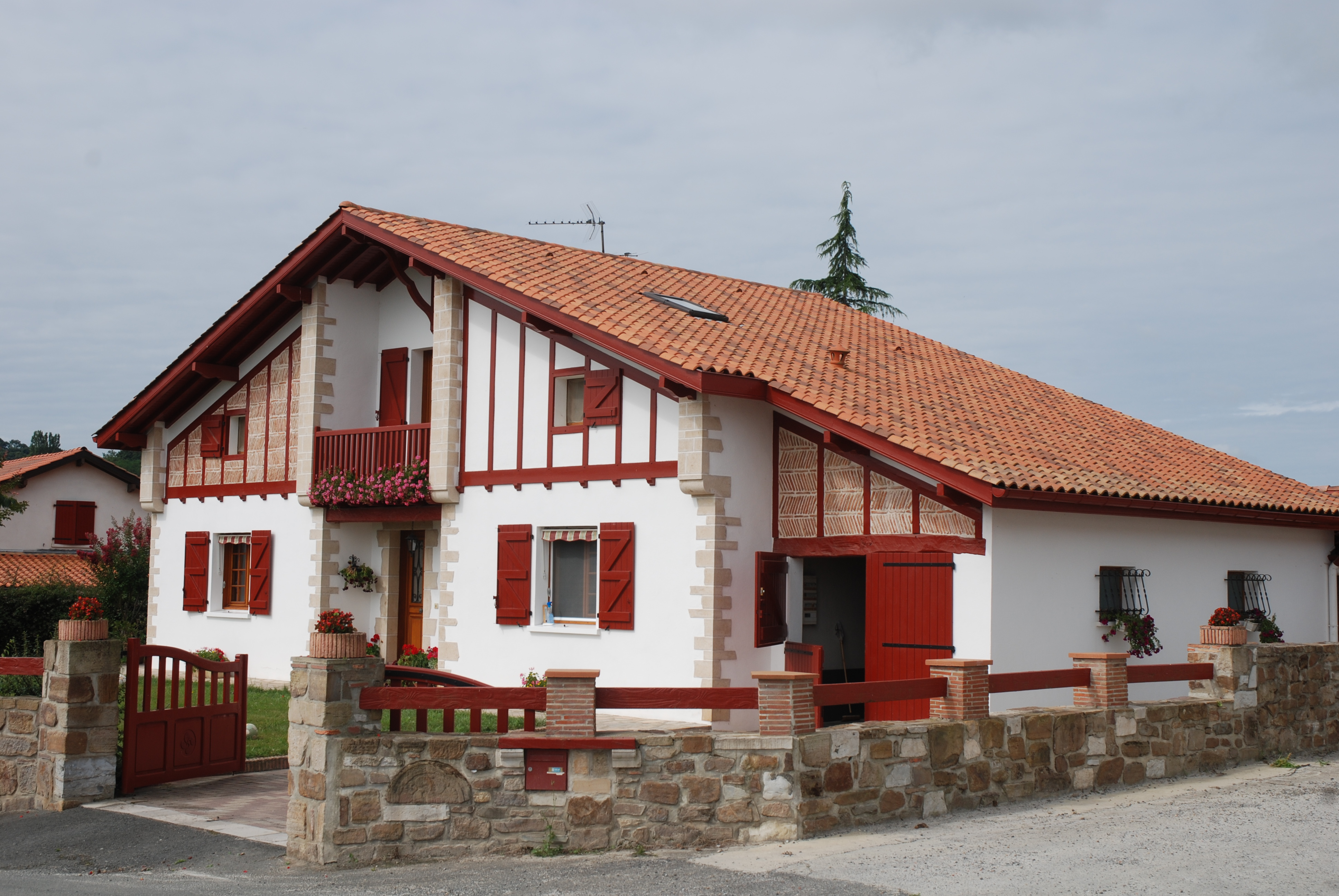
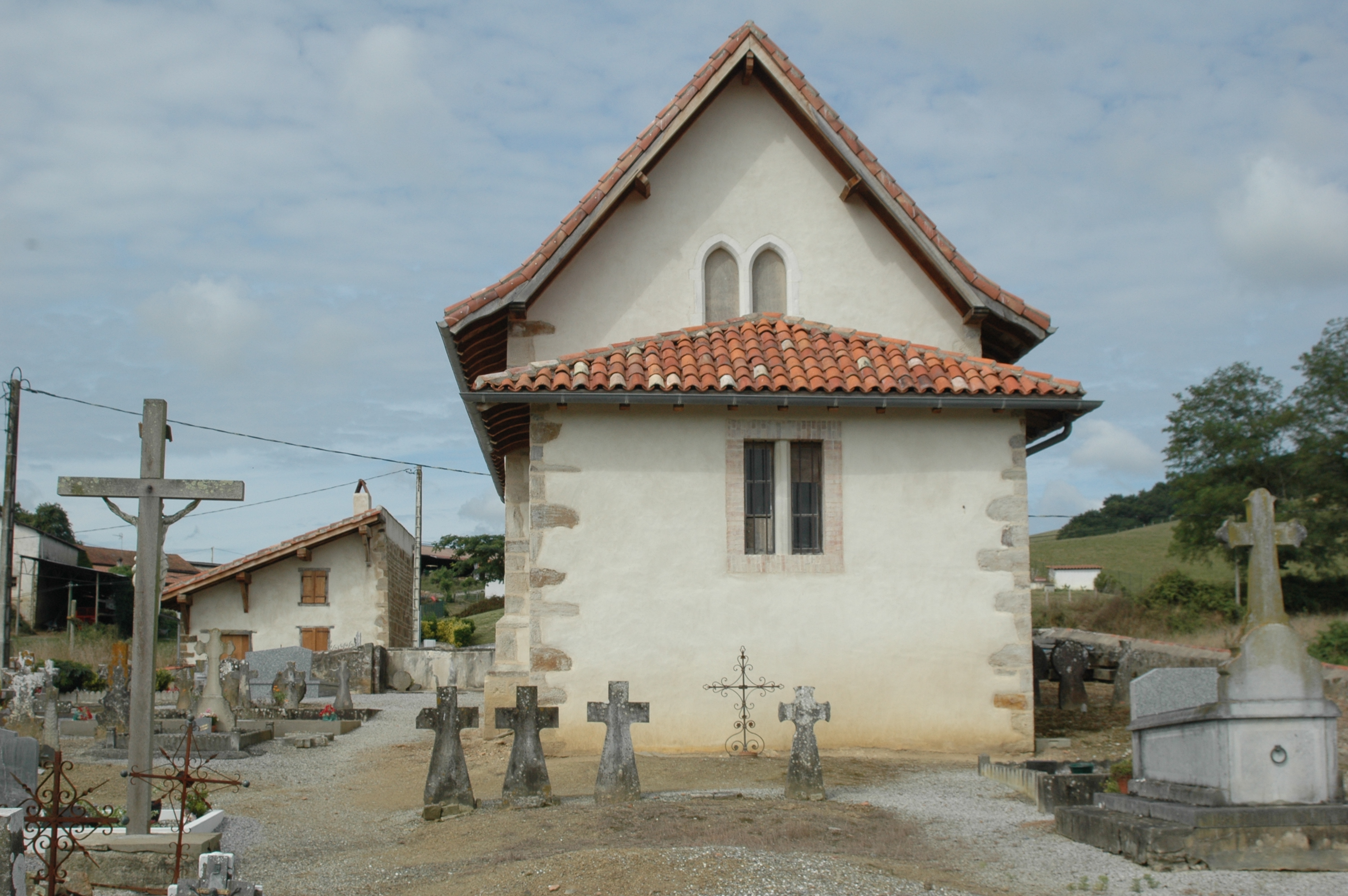
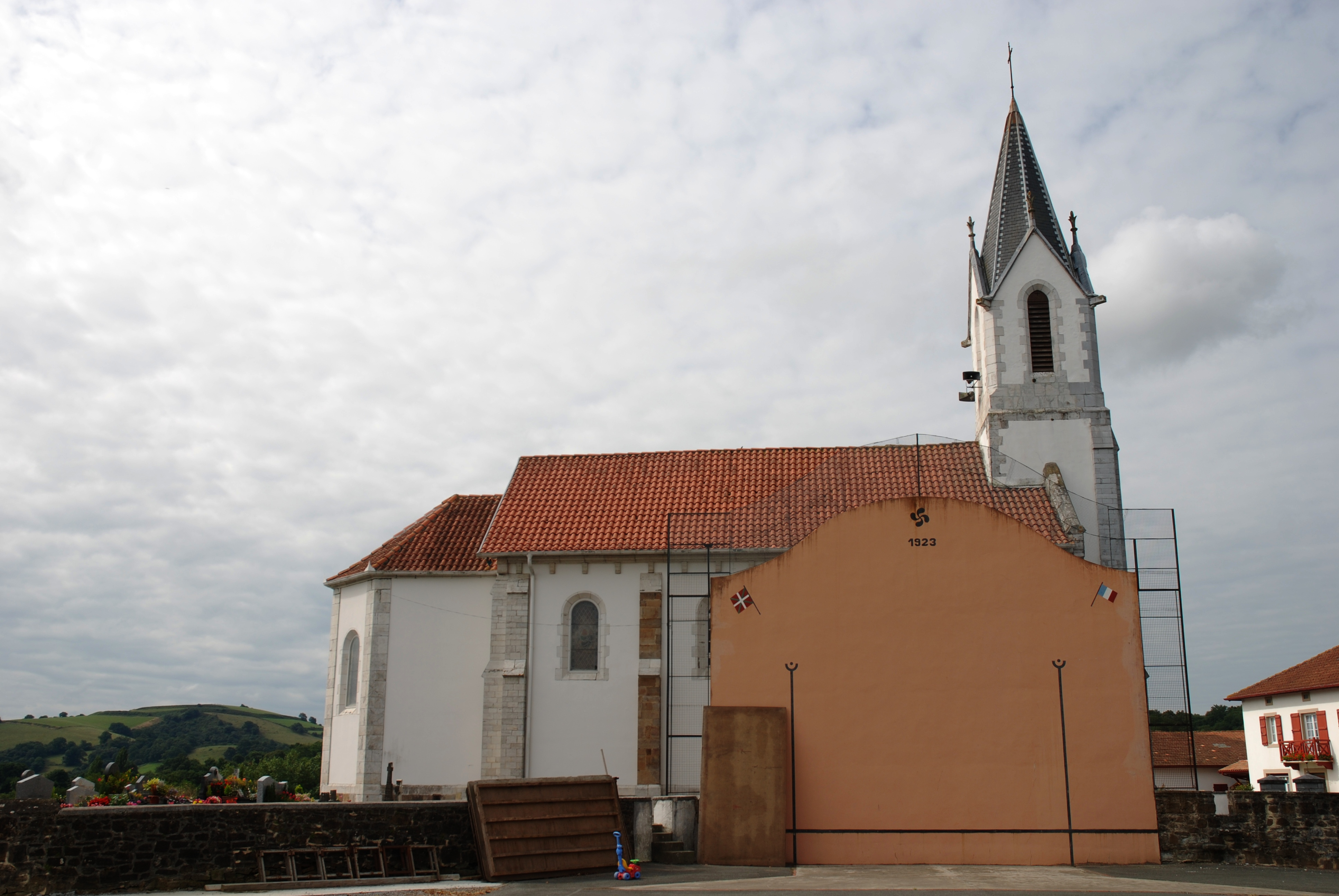
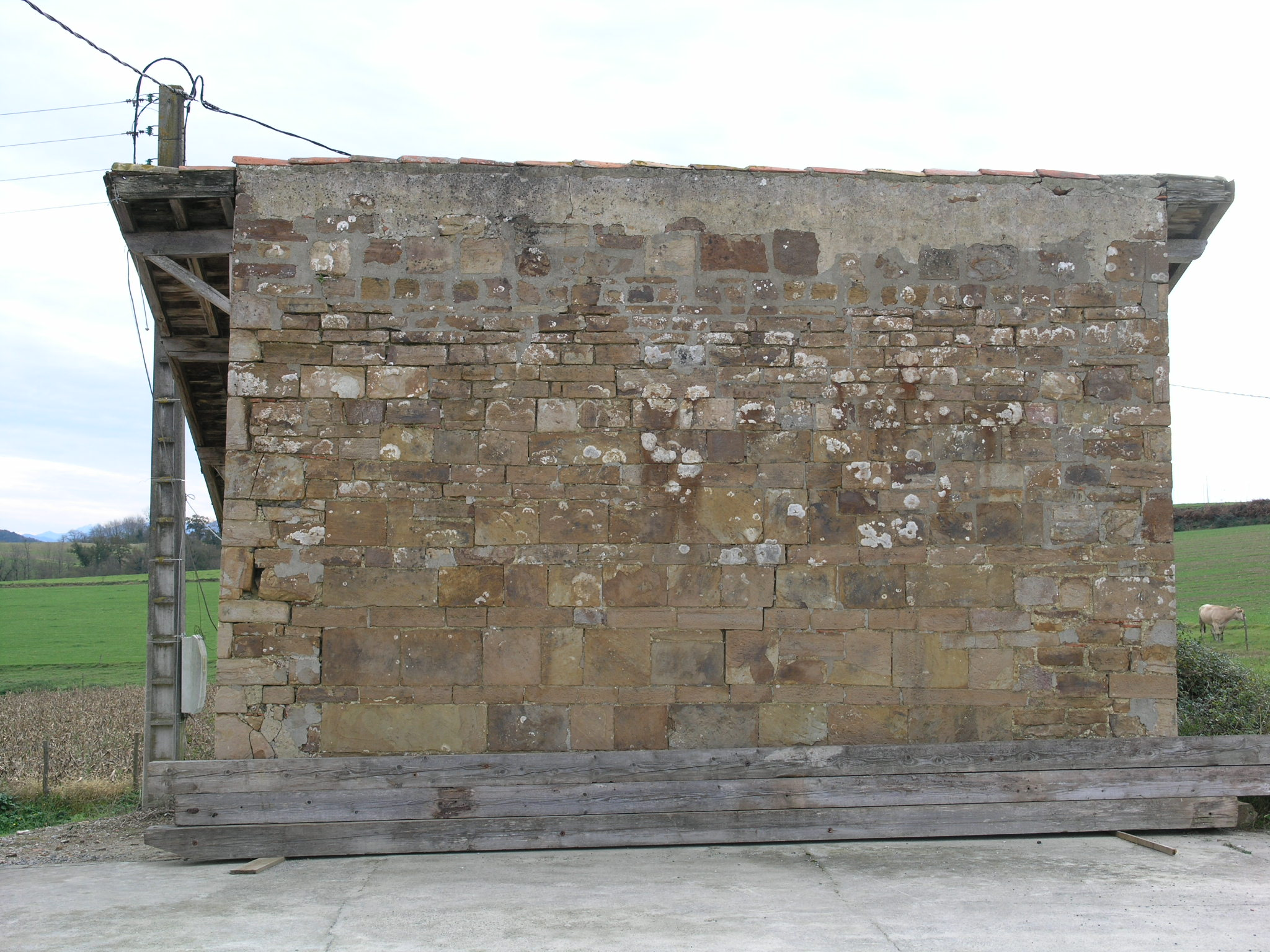
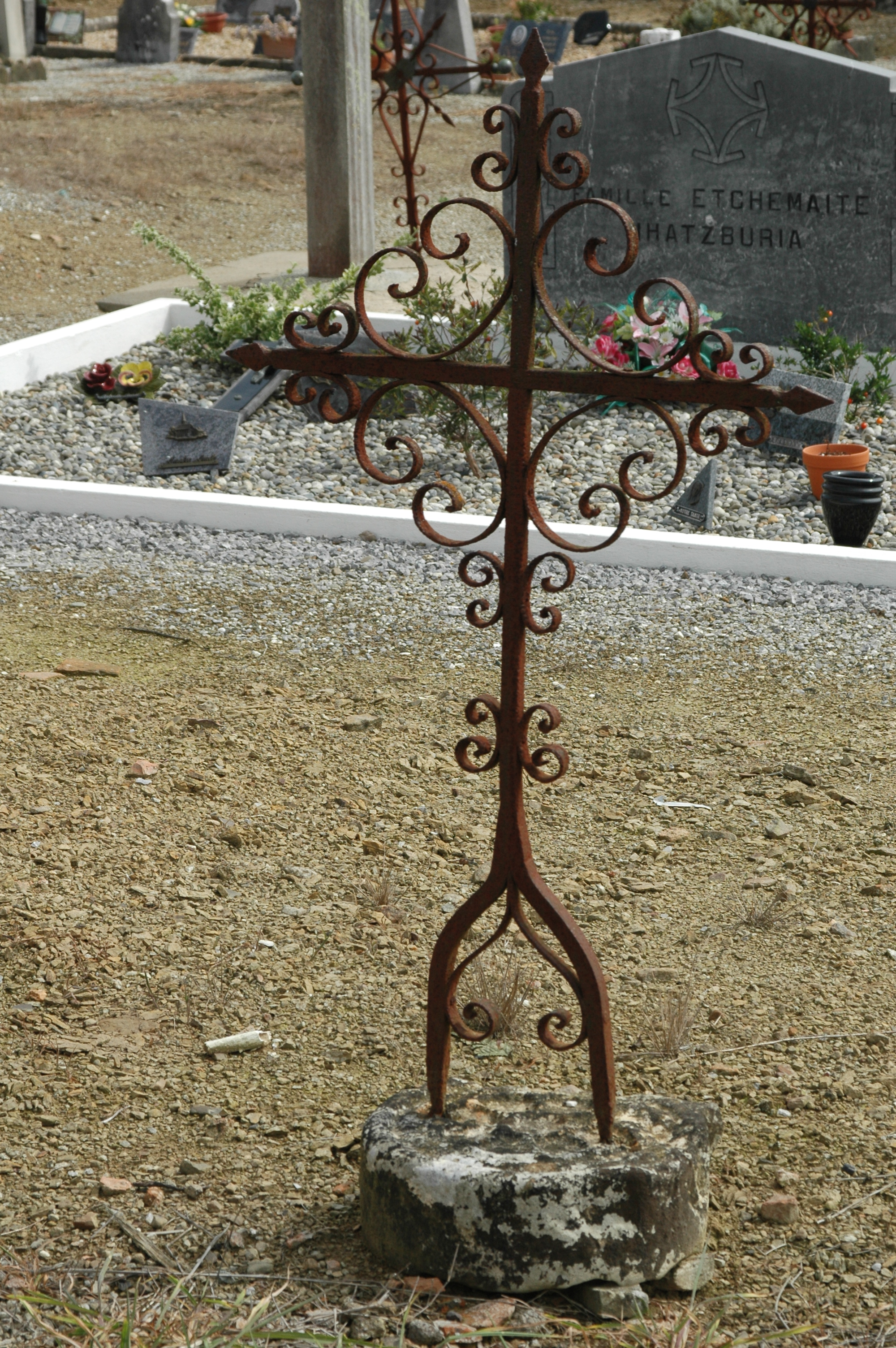
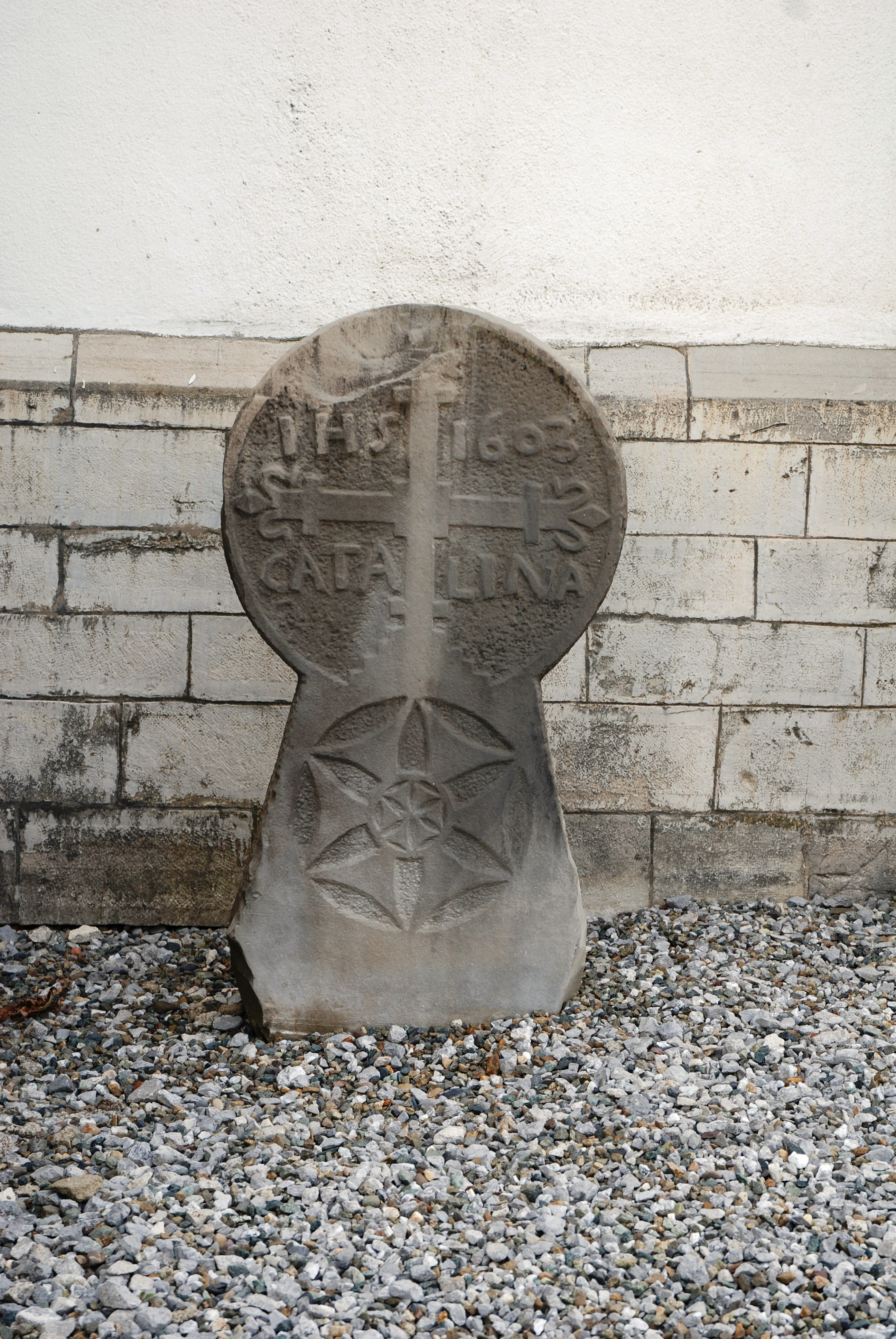
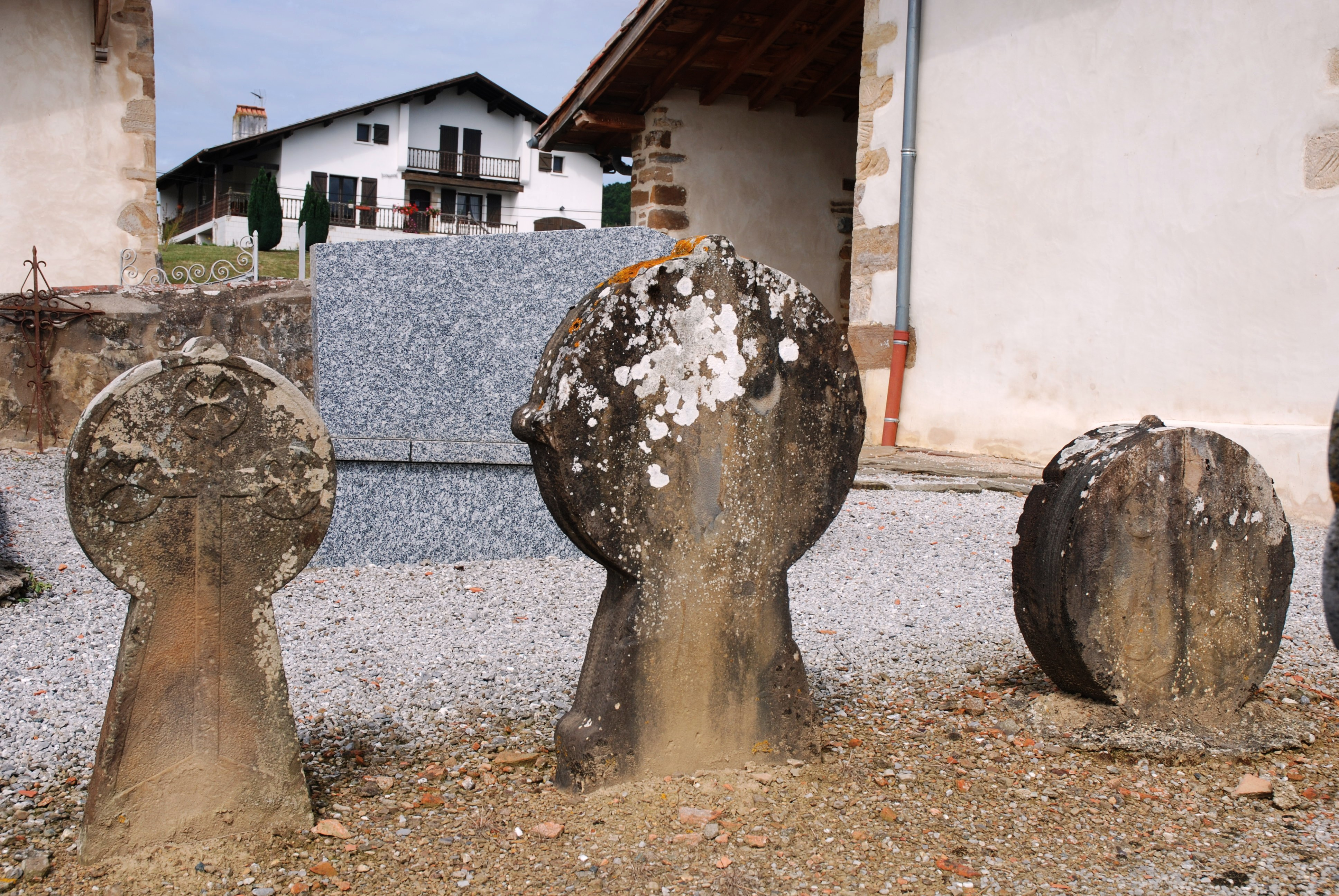
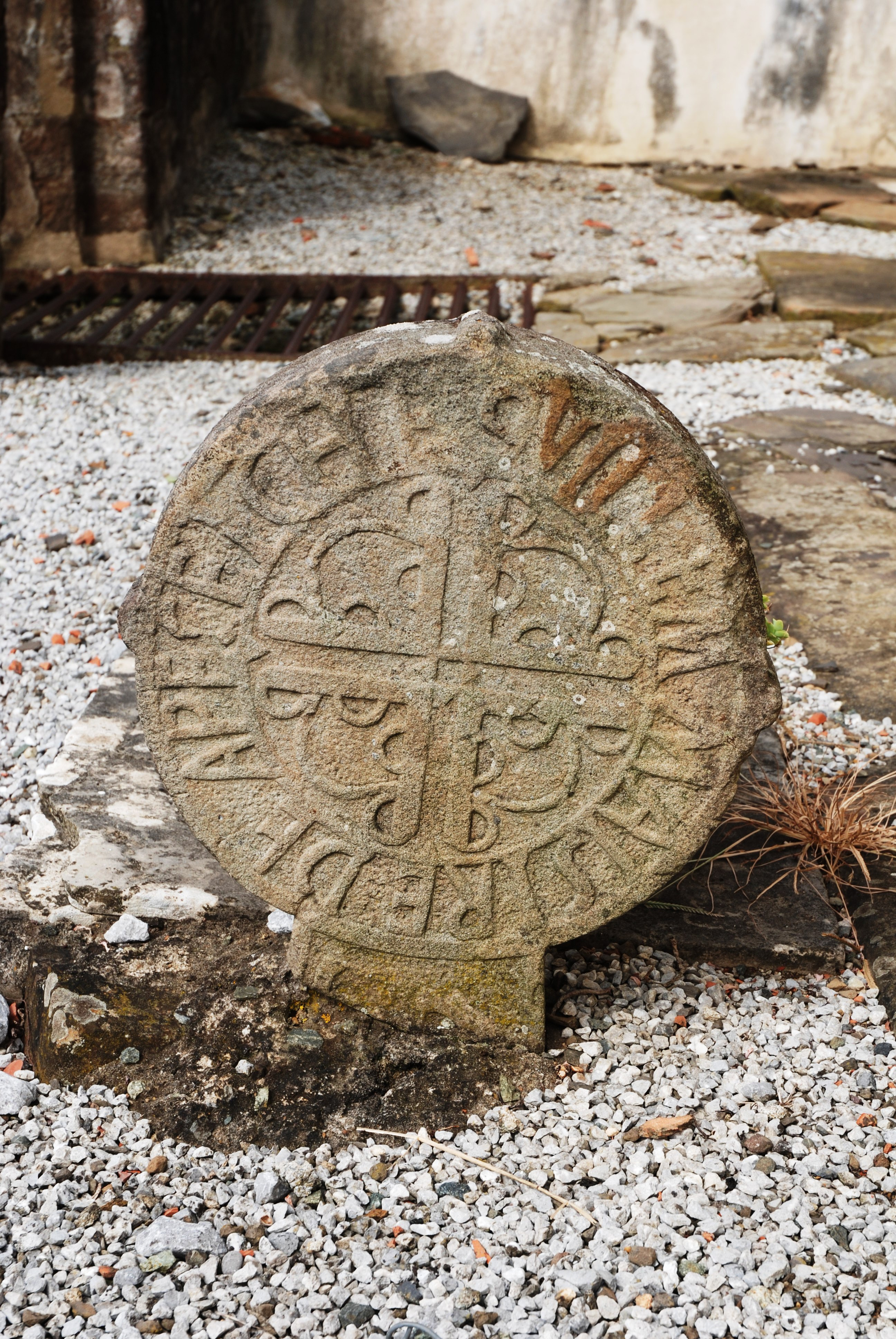
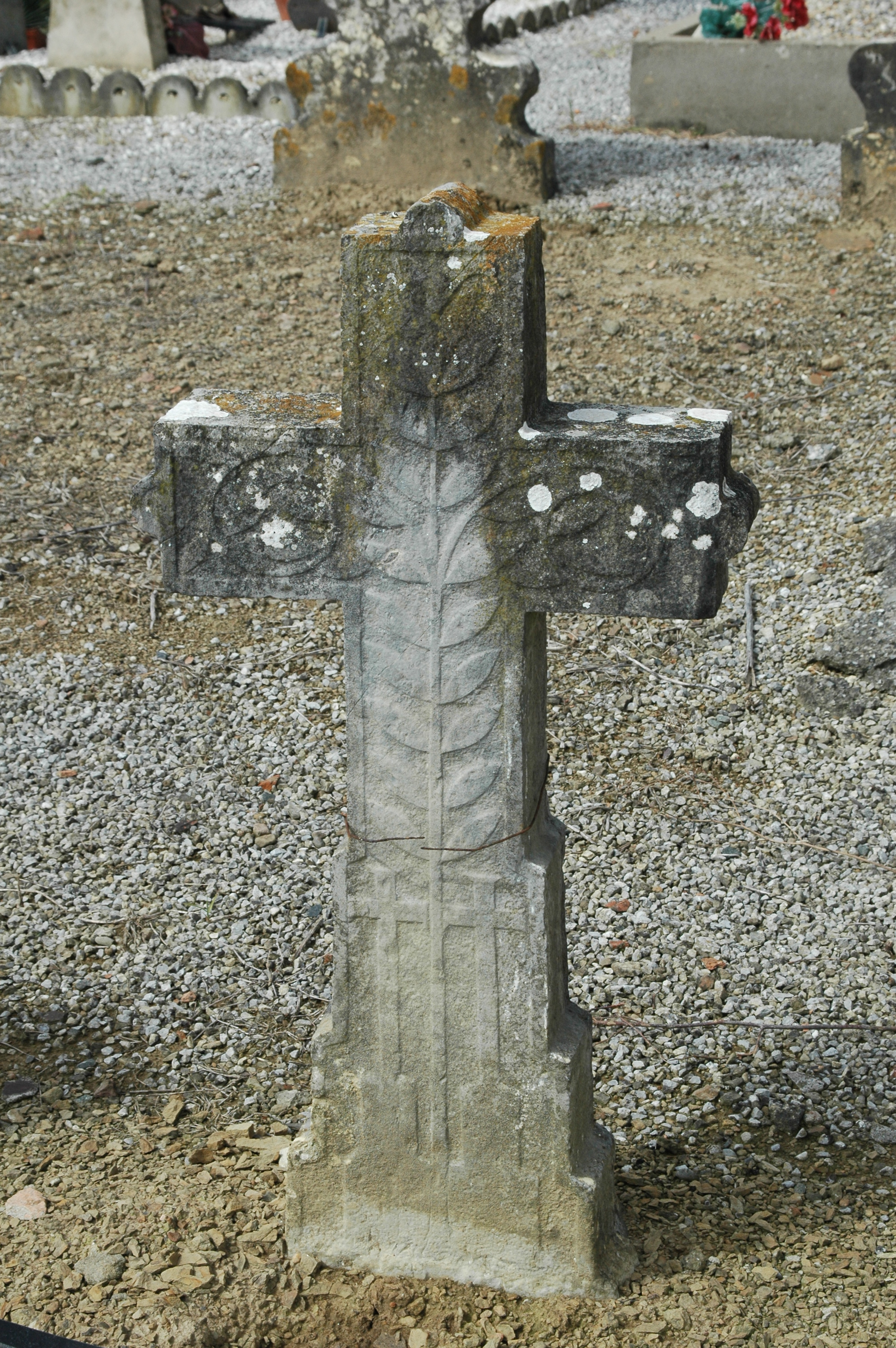